# Jamie Bynoe-Gittens
Jamie Jermaine Bynoe-Gittens (Londres, 8 de agosto de 2004) é um futebolista inglês que atua como ponta-esquerda. Atualmente defende o Chelsea.

## Carreira
Nascido em Londres, Bynoe-Gittens jogou no Caversham Trents até os 7 anos de idade, passando também pelo Reading e pelo Chelsea. De volta ao Reading em 2013, jogou até o sub-14 antes de assinar com o Manchester City, atuando na base dos Citizens por duas temporadas antes de se mudar para a Alemanha em 2020, sendo contratado pelo Borussia Dortmund, mas seu início no clube alemão foi prejudicado pela pandemia de COVID-19 e também por uma lesão nos ligamentos do joelho que o afastaram dos gramados por vários meses. Suas atuações na Liga Jovem da UEFA de 2021–22 renderam a Bynoe-Gittens sua primeira escalação para uma partida da equipe principal do Dortmund, em abril de 2022, mas não saiu do banco de reservas na vitória por 2 a 0 sobre o Stuttgart; no mesmo mês, fez sua estreia como profissional frente ao Wolfsburg, entrando como substituto de Marius Wolf.
Em agosto, marcou seu primeiro gol na Bundesliga na vitória por 3 a 1 sobre o Freiburg, renovando seu contrato com o Borussia Dortmund até 2025. Em fevereiro de 2023, disputou seu primeiro jogo pela Liga dos Campeões da UEFA foi também em uma vitória, desta vez sobre o Chelsea (1 a 0, pelas oitavas-de-final), novamente saindo do banco de reservas. Na edição de 2023–24, marcou seu primeiro gol na vitória por 3 a 1 sobre o Milan, onde também deu uma assistência.

### Chelsea
Em 3 de julho de 2025, o Borussia Dortmund anunciou o acordo para venda de Jamie Gittens para o Chelsea. De acordo com a Sky Sports, o atacante custará 64 milhões de euros (cerca de R$ 400 milhões) aos cofres da equipe alemã.

## Carreira internacional
Convocado para as seleções de base da Inglaterra, Bynoe-Gittens possui origem em Barbados e possui dupla cidadania, sendo elegível para defender o English Team ou a seleção caribenha em nível principal..
Fez parte do elenco campeão da Campeonato Europeu de Futebol Sub-19 de 2022, tendo atuado como titular na vitória por 3 a 1 sobre Israel na prorrogação.

## Estatísticas
- Atualizado até 1 de junho de 2024[1]

| Clube             | Temporada | Liga       | Liga  | Liga | Copa da Alemanha | Copa da Alemanha | Europa | Europa | Outras competições | Outras competições | Total | Total |       |      |
| Clube             | Temporada | Divisão    | Jogos | Gols | Jogos            | Gols             | Jogos  | Gols   | Jogos              | Gols               | Jogos | Gols  | Jogos | Gols |
| ----------------- | --------- | ---------- | ----- | ---- | ---------------- | ---------------- | ------ | ------ | ------------------ | ------------------ | ----- | ----- | ----- | ---- |
| Borussia Dortmund | 2021–22   | Bundesliga | 4     | 0    | 0                | 0                | 0      | 0      | 0                  | 0                  | 4     | 0     |       |      |
| Borussia Dortmund | 2022–23   | Bundesliga | 15    | 3    | 3                | 0                | 2      | 0      | —                  | —                  | 20    | 3     |       |      |
| Borussia Dortmund | 2023–24   | Bundesliga | 25    | 1    | 2                | 0                | 7      | 1      | —                  | —                  | 34    | 2     |       |      |
| Total             | Total     | Total      | 44    | 4    | 5                | 0                | 9      | 1      | 0                  | 0                  | 58    | 5     |       |      |

1. 1 2  Partidas pela Liga dos Campeões da UEFA

## Títulos
Inglaterra Sub-19
- Campeonato Europeu de Futebol Sub-19: 2022[carece de fontes?]